# Ruine Vörbach
Die Ruine Vörbach ist eine Kammburg bei der Gemeinde Pfalzgrafenweiler im Landkreis Freudenstadt in Baden-Württemberg über dem Tal der Waldach. Von der Burg sind Mauerreste des Bergfrieds, der Schildmauer und eines Flankierungsturms erhalten. 

## Geschichte
Erstmals urkundlich erwähnt wird die Burg 1140 als Besitz der Pfalzgrafen von Tübingen. Als erste namentliche Besitzer wurden 1330 die Brüder Albrecht und Diem von Steinhilben genannt. Deren Vater Dietrich von Steinhilben dürfte die Burg als Lehen vom Pfalzgrafen erhalten haben. 1360 wurde Vörbach von Graf Burkhard an den Pfalzgrafen Ruprecht I. von der Pfalz verkauft. Die Anlage wurde von Graf Otto I. 1440 an die Grafen Ludwig I. und Ulrich von Württemberg veräußert. Bis 1483 wurde das Lehen an die Herren von Emershofen vergeben. Diese verkauften Vörbach für 1.800 Gulden an die Herren von Ehingen. 1485 wurde Jörg von Ehingen von Graf Eberhard im Bart mit Vörbach belehnt. Rudolf von Ehingen verkaufte unter anderem die Burg 1498 an Hans von Neuneck zu Glatt. Wildhans von Neuneck verkaufte das Schloßgut Vörbach 1625 für 70.000 Gulden an den Herzog von Württemberg.
Nach dem großen Dorfbrand von Pfalzgrafenweiler am 24. April 1798 wurden die Steine zum Wiederaufbau des Ortes verwendet. 1906 wurde durch den Schwarzwaldverein auf einem Turmstumpf der Umfassungsmauer die nach einem Gründungsmitglied benannte Nördlinger Hütte als Rast- und Schutzhütte erbaut. Letztmals wurde sie 1990 renoviert und wird heute als Vereinsheim des Schwarzwaldvereins Pfalzgrafenweiler genutzt.

## Anlage
Ein bogenförmiger Graben schneidet die Burgstelle von der Bergecke ab. Die Grundmauern des viereckigen Bergfrieds finden sich auf einem Hügel. Zum Bau des Turms wurden Buckelquader verwendet, die eine spätstaufische Errichtung vermuten lassen. Die genaue Höhe ist nicht bekannt, wird jedoch auf rund 30 Meter geschätzt. Auf einer historischen Forstkarte von 1584 ist eine große Burganlage mit zahlreichen Nebengebäuden zu erkennen. In einer Beschreibung 1625 werden unter anderem ein Sommerhaus, ein Torwärterhaus, Vieh- und Pferdestallungen und ein Brunnen erwähnt. Zwei als Viehstallungen genutzte Gebäude und eine Schafscheune befanden sich außerhalb der Burg. Reste hiervon sind nicht mehr sichtbar.